# Entrainment (Meteorologie)

Luftmasseflüsse einer konvektiven Wolke und ihrer Umgebung.

Entrainment (dt. Lufteinschluss) ist ein Phänomen der Atmosphäre und beschreibt das Einfangen der Luftmasse eines nicht-turbulenten Flusses durch einen turbulenten Fluss. Der Begriff wird typischerweise für das Einfangen einer Luftmasse abweichender Feuchte benutzt, wie z. B. in der Wolkenphysik oder im Fall des Tropischen Wirbelsturms das Einfangen trockener Luft.
Detrainment (dt. Luftentzug) ist der gegenteilige Effekt, wenn Luft einer konvektiven Wolke, meist an der Wolkenoberkante, in die umgebende Luftmasse abfließt.

## Hintergrund

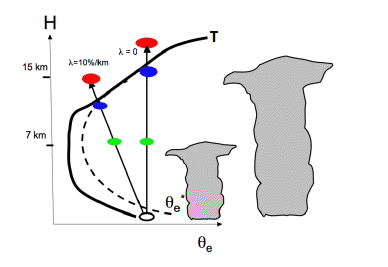
Temperatur (T) in Abhängigkeit von der Höhe sowie Einfluss der Entrainment-Rate auf die Höhe der Wolkenoberkante einer Cumulonimbus-Wolke

Entrainment bezeichnet das Einmischen von Umgebungsluft in einen bereits existierenden Luftstrom oder eine Wolke. Die eingemischte Umgebungsluft wird während des Entrainment-Prozesses Bestandteil des Luftstroms bzw. der Wolke. Der Entrainment-Koeffizient ist in der Wolkenphysik eine der entscheidenden Variablen der verbleibenden Unsicherheit von Klimamodellen.
Homogene Mischung ist ein Modell zur Beschreibung des Entrainment-Prozesses. Es wird der Fall angenommen, dass die Zeitskala für die Einmischung von trockener Luft in die Wolke deutlich kürzer als die Zeitskala der Tropfenauflösung ist. Damit würde die trockene, ungesättigte Umgebungsluft weiträumig in die Wolke gemischt, bevor sie Wolkentropfen komplett auflöst. Das Entrainment manifestiert sich in diesem Modell als Verringerung der Wassermasse der Tropfen, ohne dass deren Anzahl reduziert würde.
Ein alternatives Modell des Entrainments ist die Inhomogene Mischung. Dabei wird der Fall angenommen, dass die Zeitskala der Tropfenauflösung deutlich kürzer als die Zeitskala der Einmischung von trockener Luft ist. Hierbei werden Wolkentropfen in der Mischungszone komplett aufgelöst, was die Gesamtanzahl an Tropfen der Wolke reduziert.
Der Hauptunterschied der beiden Modelle zeigt sich in ihrem Einfluss auf die Wolkentropfen-Größenverteilung. Homogene Mischung ändert die Form der Verteilung, weil der Sättigungsdampfdruck bezüglich großer und kleiner Tropfen unterschiedlich groß ist. Im Fall von Entrainment via Homogener Mischung wird die Wolkentropfen-Größenverteilung schmaler, während sie bei Inhomogener Mischung formgleich bleibt.

## Entrainment-Rate
Cumulus-Wolken haben einen bedeutenden Einfluss auf Energie- und Feuchtetransport, und damit auch auf den Niederschlag und das Klima. In großskaligen Modellen müssen Cumulus-Wolken parametrisiert werden. Die Entrainment-Rate ist dabei ein wichtiger Parameter. Henry Stommel leistete Pionierarbeit bei der Erforschung der Entrainment-Rate bei Cumulus-Wolken.